# Charles Currey
Charles Currey est un skipper britannique né le 26 février 1916 et mort le 10 mai 2010.

## Carrière
Charles Currey obtient une médaille d'argent olympique de voile en classe Finn aux Jeux olympiques d'été de 1952 de Helsinki.